# Tendon commun des extenseurs
Le tendon extenseur commun est un tendon de l'avant-bras qui s'attache à l'épicondyle latéral de l'humérus.
Il sert de point d'attache à des muscles superficiels de la loge antébrachiale postérieure :
- le muscle court extenseur radial du carpe,
- le muscle extenseur des doigts de la main,
- le muscle extenseur du petit doigt,
- le muscle extenseur ulnaire du carpe[1].

Le tendon du muscle court extenseur radial du carpe est généralement le tendon le plus important avec lequel les autres tendons fusionnent.

## Aspect clinique
Les mouvements répétitifs et intenses du coude au cours d'une pratique sportive telle que le tennis peuvent entraîner une inflammation douloureuse du tendon commun : l'épicondylite.